# الغور (فريمان)
الغور (بالفارسية: الغور) هي مستوطنة تقع في قسم سفيدسنغ الريفي (مقاطعة فريمان) في إيران. يقدر عدد سكانها بـ 257 نسمة بحسب إحصاء 2016.